# 4 hónap, 3 hét, 2 nap
A 4 hónap, 3 hét, 2 nap (eredeti cím: 4 luni, 3 săptămâni şi 2 zile) 2007-ben bemutatott román filmdráma, melyet Cristian Mungiu írt és rendezett. 
Világpremierje a 2007-es cannes-i fesztiválon volt, ahol elnyerte az Arany Pálmát és a FIPRESCI-díjat. 2007. június 1-jén a romániai Transilvania Nemzetközi Filmfesztiválon mutatták be, majd a nyár folyamán számos más fesztivál programjában is szerepelt. Magyarországon a hivatalos bemutatója 2008. január 10-én volt, de a budapesti Cirko-Gejzir mozi már 2007. december 20-ától műsorra tűzte.
A filmet Golden Globe-díjra jelölték a legjobb idegen nyelvű film kategóriában.

## Történet
A kommunista Romániában, Nicolae Ceaușescu uralmának utolsó éveiben követhetjük nyomon két diáklány és egyben szobatárs tragikus történetét. Illegális abortuszműtétet próbálnak megszervezni egyikük számára. Egy olcsó szálloda egyik szobájában van találkozójuk Bebe úrral, aki az operációt végzi.

## A film megszületése
Mungiu eredetileg a Memories from the Golden Age című filmet szerette volna elkészíteni, ami több történetet ölel fel a kommunista Románia idejéből. A rendező azonban úgy érezte, szükség van egy komoly hangvételű filmre, ami egy, a rezsim alatti tragikus élettörténetet mesél el, ezzel kiegyensúlyozva a tervezett Memories komikus hangvételét. A 4 hónap, 3 hét, 2 nap kiindulópontját Mungiu egy olyan valós esetre helyezte, amit egykor hallott, s elmondása szerint több, mint 15 évvel később is hatással van rá.
Egy hónap elmélkedés után papírra vetette a 10 perces szinopszist, s ezt követően újabb egy hónap alatt megírta a forgatókönyvet. Számos alkalommal változtatott rajta, átírta, s kihúzott részeket, amikről úgy vélte, nem feltétlenül szükségesek. Egyes módosításokat Răzvan Rădulescu ajánlott.
A forgatás nagyrészt Bukarestben zajlott, egyes jeleneteket egy Ploieştiben található holtelben vettek fel. A film költségvetése kevesebb, mint 600 ezer euró volt.

## Kritikai fogadtatás
A filmet kitörő lelkesedéssel fogadták, a hivatásos filmkritikusok véleményeit tömörítő Rotten Tomatoes-on 94%-os értékelést ért el több, mint 30 visszajelzés alapján. Richard és Mary Corliss a Time magazintól „lebilincselő, kielégítő filmnek” titulálta a művet, s külön kiemelték a minimalizmust és a „szabályszerű ridegséget”, mint az esztétikai jellemábrázolást. A Variety újságírója, Jay Weissberg szerint a film „tökéletes, briliáns színészi alakításokkal…lélegzetelállító alkotás.” Megjegyezte, hogy a film hasonlóságot mutat egyes jellemzőiben az új román film más produkcióival, konkrétan: „hosszú beállítások, irányított kamera és elképesztő fül a természetből fakadó párbeszédekhez.”
Több forrás úgy tekint a filmre, mint a román film 2000-es évekbeli reneszánszának jelképére, különösen, mivel az ország egy másik alkotása, Cristian Nemescu California Dreamin’ című rendezése nyerte el a 2007-es cannes-i filmfesztivál Un certain regard szekciójának díját, míg két évvel korábban ugyanebben az elismerésben részesült a Lăzărescu úr halála.